# Herbert Dönitz
Herbert Dönitz (* 12. November 1920 in Halle (Saale)) ist ein ehemaliger deutscher FDGB-Funktionär. Er war Vorsitzender des Zentralvorstandes der Industriegewerkschaft Metall. 

## Leben
Dönitz, Sohn eines Malers, besuchte die Volksschule, absolvierte ab 1935 eine Lehre zum Mechaniker und arbeitete bis 1939 in diesem Beruf. 1939 wurde er zum Reichsarbeitsdienst, dann im selben Jahr zum Kriegsdienst bei der Wehrmacht eingezogen. Von Mai bis September 1945 befand sich Dönitz in US-amerikanischer Kriegsgefangenschaft.
1945/46 war er als Elektromechaniker in Eßlingen am Neckar und in Kamenz tätig. 1945 trat er dem FDGB, 1946 der SED bei. Von 1946 bis 1948 fungierte er als Gebietssekretär der IG Metall in Kamenz. 1949 wurde er Zweiter Vorsitzender der IG Metall. Von 1951 bis 1954 war er Vorsitzender des Zentralvorstandes der IG Metallurgie. Zwischen 1954 und 1957 studierte Dönitz an der Parteihochschule beim ZK der KPdSU in Moskau. Sein Studium schloss er als Diplom-Gesellschaftswissenschaftler ab. Von 1957 bis 1960 fungierte er als Vorsitzender des Zentralvorstandes der IG Metall. Von 1951 bis 1960 war Dönitz zudem Mitglied des FDGB-Bundesvorstandes, von 1952 bis 1960 auch Mitglied seines Präsidiums. Von 1960 bis 1963 arbeitete er als Mechaniker bzw. als Arbeitsdirektor im VEB Funkwerk Köpenick. Ab 1963 leitete er die Abteilung Internationale Verbindungen beim FDGB-Bundesvorstand.
Anfang Oktober 1985 wurde er als stellvertretender Abteilungsleiter im Staatssekretariat für Arbeit und Löhne beim Ministerrat der DDR anlässlich seines 65. Geburtstages mit dem Vaterländischen Verdienstorden in Silber ausgezeichnet.